# FC Znamya Truda Orekhovo-Zuyevo
El Football Club Znamya Truda Orekhovo-Zuyevo es un club de fútbol ruso de la ciudad de Orekhovo-Zuyevo. Fue fundado en 1909, lo que le convierte en el club más antiguo del país, y juega en la Segunda División de Rusia.  Incluye subdivisiones de Artes Marciales y una escuela deportiva infantil y juvenil.

## Historia
El primer partido de fútbol en Orekhovo-Zuevo, según el investigador Vladimir Lizunov, tuvo lugar en 1887. Esta fecha se basa en las memorias del director de la fábrica de Morozov, Harry Garsfield (Andrey Vasilyevich) Charnok, quien invitó a especialistas extranjeros que pudiesen jugar al fútbol y trabajar en Rusia. En 1909, por iniciativa de Ivan Morozov y Harry Charnock, se creó oficialmente el Orekhovo Sports Club y se registró su estatuto. Antes de la Revolución de 1917, se crearon ligas de fútbol para adultos y niños en Orekhov. 
El club fue el primer campeón de Moscú. Uno de los logros más importantes del club durante el período soviético fue llegar a la final de la Copa de la URSS de 1962. El equipo ha jugado en la Primera División en varias ocasiones. En los campeonatos rusos, el equipo Orekhovo-Zuevskaya participó dos veces en el torneo de primera división (en 1993 y 1999), pero nunca logró afianzarse allí durante más de una temporada. Después de la temporada 2003, el equipo perdió su condición de profesional.
En 2007, el equipo volvió a jugar en el torneo de la segunda división, la zona "Centro". Desde la temporada 2011/2012, el equipo juega en la zona Oeste donde actualmente sigue jugando.

### Cambios de nombre
- 1909-1935: Morozovtsy, KSO, TsPKFK, Orekhovo-Zuyevo, Krasnoye Orekhovo, Krasny Tekstilshchik
- 1935-1937: Krasnoye Znamya
- 1938-1945: Zvezda
- 1946-1957: Krasnoye Znamya
- 1958-1991: Znamya Truda
- 1992: Khitryye Lisy
- 1993-1994: FC Orekhovo
- 1995-1996: GFC Orekhovo
- 1997-2002: Spartak-Orekhovo
- 2003– actualmente: Znamya Truda

## Estadio
El club tiene dos estadios: el Znamya Truda y el de entrenamiento Torpedo . Ambos estadios están incluidos en el registro de instalaciones deportivas de toda Rusia, donde se permiten competiciones oficiales de varios niveles.
El 27 de mayo de 2004, durante un viaje a un partido de campeonato en la ciudad de Shchelkovo, en un accidente automovilístico cerca del pueblo de Ozherelki, mientras estaban en el autobús del equipo, murieron 5 empleados del club (director general Dmitry Smirnov, el entrenador Vadim Khnykin, jefe de equipo Boris Pashkov, conductor de autobús Alexander Mamontov; y el veterano del club, finalista de la Copa de la URSS en 1962 Vasily Chavkin) y 4 jugadores de fútbol (Pavel Sukhov, capitán del equipo, Alexander Tynyanov, Roman Busurin, Vladimir Tutikov). Según las investigaciones, en el km 82 de la autopista Gorkovskoye, el autobús, que transportaba a atletas y jefes de equipo se estrelló contra un buque portacontenedores. En 2006, en memoria de este hecho, se inauguró un monumento en el estadio y se instaló una placa conmemorativa.

## Jugadores

### Plantilla 2020/21
- Actualizado el 8 de febrero de 2021[1]

## Entrenadores
- Georgi Mazanov (1960)
- Yuri Zabrodin (1975)
- Viktor Belov (1980-1983)
- Viktor Papaev (1984)
- Vladimir Mikhaylov (1990)
- Sergei Frantsev (1998-1999)
- Sergei Bondar (2006-2009)
- Sergei Boyko (2009)
- Viktor Nozdrin (2009)
- Sergei Boyko (2010)
- Viktor Pavlyukov (2011)
- Sergei Frantsev (2013-)